# Racing Post
Die Racing Post ist eine britische Zeitung für Sportwetten.

## Geschichte
Im April 1986 ließ der Besitzer Muhammad ibn Raschid Al Maktum seine Wettzeitschrift erstmals in der Zeitung Trinity Mirror veröffentlichen. Im Jahre 1998 wurde dann ein Übernahmemietvertrag über ein Pfund geschlossen und die Zeitung „Sporting Life“ gegründet, die Sportwetten abdecken sollte.
Die Webseiten „The Betting Site“, „Cricketbase“ und „Soccerbase“ laufen ebenfalls unter dem Namen der Racing Post.
Am 1. Oktober 2007 wurde die Zeitung an eine irische Wertpapierfirma für einen Gesamtwert von 170 Millionen Pfund verkauft.